# Maria Borkowska-Flisek
Maria Borkowska-Flisek (ur. 1 listopada 1933 w Częstochowie) – polska działaczka, animator kulturalny, organizator wystaw i akcji plastycznych.

## Życiorys
Jest córką Polaka, Stanisława Borkowskiego (1901–1952) i Żydówki pochodzącej z Rosji, Olgi Minc (1903–1961). W listopadzie 1939 wraz z rodzicami uciekła do Lwowa. W 1940 radzieckie władze (NKWD) wywiozły rodzinę ze Lwowa w głąb ZSRR (Marijska Republika Autonomiczna, a następnie – obwód Kujbyszewski)
W kołchozie, ukończyła klasy od I do V szkoły podstawowej. Ojciec został mianowany delegatem Ambasady Polskiej w Kujbyszewie na koszkinski rejon i dyrektorem polskiego Domu Inwalidów i Sierot Polskich. W 1943 został aresztowany przez NKWD i skazany („za działalność szpiegowską na rzecz Polski”) na 10 lat łagrów. Zmarł w łagrze 6 marca 1952.
Z matką po przymusowym wysiedleniu z Kresów Wschodnich trafiły do Gdańska, gdzie znalazła się bezpośrednio z niemieckiego obozu pracy w Fordonie, siostra matki. Do Gdańska przyjechali 26 kwietnia 1946; ukończyła Politechnikę Gdańską – Wydział Łączności (w 1958 uzyskała dyplom magistra inżyniera łączności).
Pracę zawodową (jako konstruktor, a potem jako technolog) rozpoczęła w 1958 r. i aż do emerytury (w 1993) pracowała w jednym zakładzie produkcyjnym. Czynnie uczestniczyła w Strajku Sierpniowym (1980). Wybrana na przewodniczącą Komitetu Strajkowego, a potem – Komisji Zakładowej NSZZ „Solidarność”. Po wybuchu stanu wojennego wyrzucona z pracy, ale po „sądowych bojach” (po 6 miesiącach) przywrócona; a zaraz po Okrągłym Stole ponownie wybrana na przewodniczącą.

## Odznaczenia i nagrody
- 2004 – Złoty Krzyż Zasługi[1]
- 2007 – nagroda australijskiej Fundacji Jerzego Bonieckiego – „POLCUL”
- 2008 – Nagroda Prezydenta Miasta Gdańska w Dziedzinie Kultury za zaangażowanie w dzieło rozwoju kultury i wymiany artystycznej pomiędzy Gdańskiem i Druskiennikami[2]
- 2023 – Nagroda Prezydenta Miasta Gdańska w Dziedzinie Kultury za całokształt twórczości[2]